# Tutóia
Tutóia est une municipalité brésilienne située dans l'État du Maranhão.